# Euphorbia ankazobensis
Euphorbia ankazobensis es una especie fanerógama perteneciente a la familia Euphorbiaceae. Es un endemismo de Madagascar en la provincia de Antananarivo.  Su hábitat natural son los bosques secos subtropicales o tropicales. Está considerada en peligro de extinción por la pérdida de hábitat. 

## Descripción
Esta especie poco conocida, que está cercana de Euphorbia duranii, parece estar restringida a la vegetación remanente en la zona de Ankazobe. Se sabe a partir de una sola colección y su hábitat natural está muy fragmentado y degradado. Esta especie está calificada como En Peligro Crítico, y se enfrenta a una alta probabilidad de ser extinguida en la naturaleza. Rauh (2000) la describió a partir de material cultivado.

## Taxonomía
Euphorbia ankazobensis fue descrito por  Rauh & Hofstätter y publicado en Succulentes (France) 23(3): 6–8, photos. 2000.
Etimología
Euphorbia: nombre genérico que deriva del médico griego del rey Juba II de Mauritania (52 a 50 a. C. - 23), Euphorbus, en su honor – o en alusión a su gran vientre –  ya que usaba médicamente Euphorbia resinifera. En 1753 Carlos Linneo asignó el nombre a todo el género.
ankazobensis: epíteto geográfico que alude a su localización en Ankazobe (Madagascar).